# Logística (qualidade)
A qualidade logística é o conjunto de medidas padrão e limites de tolerância entre a empresa e os seus clientes e consumidores. Para que, sob o ponto de vista logístico, exista qualidade, esses padrões têm que ser satisfeitos dentro dos limites de tolerância. Uma empresa, baseada em fluxos, aplica padrões rigorosos para medir ou avaliar os seus serviços logísticos.
Existem quatro aspectos centrais para a definição de qualidade logística :
- o apoio total às necessidades dos clientes e consumidores;
- as entregas a tempo:
- a ausência de erros nos fluxos de produtos e informação;
- inexistência de roturas de stocks.

Para que seja possível melhorar a qualidade logística são necessárias técnicas que permitam a detecção de problemas, a medição e o acompanhamento. As técnicas mais utilizadas para obtenção dessa melhoria são: listas de controlo (check-lists), diagramas de causa-efeito (diagrama de Ishikawa), diagramas de correlações e dispersões, diagramas de afinidades, histogramas, diagramas de Pareto, o CPM (Critical Path Method – método do caminho crítico) e o PERT (Program Evaluation and Review Technique).
A qualidade logística tem também um custo associado à prevenção, avaliação e possível falha. Para a criação de valor (tentativa de satisfazer as necessidades e expectativas dos clientes/ consumidores) a qualidade logística é considerada como essencial, mas deve ter uma relação estreita com a produtividade (combinação dos recursos dos participantes na cadeia de abastecimento por forma a conseguir a melhor qualidade logística ao mais baixo custo).

## Referência
1. 1 2 3 4  CARVALHO, J. M. Crespo (2002). Logística 3° ed. Lisboa: Sílabo. pp. 130, 131, 132, 134. ISBN 9789726182795